# Girl 6
Cet article concerne le film de Spike Lee. Pour la bande originale de Prince, voir Girl 6 (album).
Pour plus de détails, voir Fiche technique et Distribution.
Girl 6 est un film américain réalisé par Spike Lee, sorti en 1996.
Le film est présenté au festival de Cannes 1996, dans la section Un certain regard. C'est un échec au box-office et reçoit globalement des critiques négatives de la part de la presse américaine.

## Synopsis
Judy est une jeune comédienne à New York, mais sa carrière est à l'arrêt. Après une audition ratée et humiliante avec Quentin Tarantino, elle est abandonnée par son agent, Murray. Elle survit de multiples petits boulots alimentaires. C'est alors qu'elle décroche un emploi dans une société de téléphone rose, où elle est surnommée « Girl 6 ». Elle se plait rapidement dans ce travail, au grand désespoir de son ami et voisin de palier Jimmy. Elle incarne divers personnages en fonction des désirs des clients et tisse des liens avec certains « habitués », comme « Bob le régulier ». Judy croise par ailleurs souvent son ex-petit ami, un voleur à l'étalage qui tente de la séduire à nouveau. Mais Judy ne rêve que d'une chose : faire carrière en Californie.

## Fiche technique
Sauf indication contraire, les informations mentionnées dans cette section peuvent être confirmées par la base de données cinématographiques IMDb,  présente dans la section « Liens externes ».
- Titre original et français : Girl 6
- Réalisation : Spike Lee
- Scénario : Suzan-Lori Parks
- Musique : Cliff Eidelman
  - Chansons : Prince
- Photographie : John Corso et Malik Hassan Sayeed
- Montage : Samuel D. Pollard
- Décors : Ina Mayhew
- Costumes : Sandra Hernandez
- Production : Spike Lee
- Sociétés de production : Fox Searchlight Pictures et 40 Acres & A Mule Filmworks
- Sociétés de distribution : UGC Fox Distribution (France), Fox Searchlight Pictures (États-Unis)
- Budget : 12 millions de dollars[1]
- Pays de production :  États-Unis
- Langue originale : anglais
- Format : couleurs - DTS / Dolby Digital
- Genre : comédie dramatique
- Durée : 108 minutes
- Dates de sortie[2] : 
  - États-Unis : 22 mars 1996
  - France : mai 1996 (Festival de Cannes 1996 - Un certain regard) ; 29 mai 1996 (sortie nationale)
  - Suisse : 31 mai 1996
  - Belgique : 5 juin 1996

## Distribution
Source doublage : VF = Version Française sur le Nouveau Forum Doublage Francophone
- Theresa Randle (VF : Emmanuèle Bondeville) : Girl #6 - Judy
- Isaiah Washington (VF : Thierry Desroses) : le voleur à l'étalage (Shoplifter en VO)
- Spike Lee (VF : Pascal Légitimus) : Jimmy
- Jenifer Lewis : Boss #1 - Lil
- Madonna (VF : Micky Sébastian) : Boss #3
- Debi Mazar (VF : Anne Rondeleux) : Girl #39
- Peter Berg : le client #1 « Bob le régulier »
- Michael Imperioli (VF : Michel Vigné) : le client inquiétant
- Dina Pearlman (VF : Dorothée Jemma) : Girl #19
- Maggie Rush : Girl #42
- Desi Moreno : Girl #4
- Naomi Campbell (VF : Magali Barney) : Girl #75
- Richard Belzer : le client de la plage
- Gretchen Mol : Girl #12
- John Turturro (VF : Vincent Violette) : Murray
- Quentin Tarantino (VF : Jean-Philippe Puymartin) : le réalisateur de New York
- Ron Silver (VF : Bernard Lanneau) : le réalisateur de Los Angeles
- Halle Berry (VF : Dorothée Jemma) : elle-même
- Joie Lee : une opératrice
- Coati Mundi : client #8 - Martin
- Mekhi Phifer : lui-même (caméo non crédité)

## Production
Le scénario est écrit par Suzan-Lori Parks, une auteure dramaturge. C'est la première fois dans la carrière de Spike Lee qu'il ne signe pas le scénario de son film.
Il s'agit du premier film de l'actrice Gretchen Mol.
Le tournage a lieu à New York et Los Angeles (notamment le Grauman's Chinese Theatre).

## Bande originale
En plus des compositions originales de Cliff Eidelman, Prince enregistre plusieurs chansons pour le film. L'album Girl 6 sort en mars 1996 sur le label Warner Bros. Records.

## Accueil
Le film reçoit des critiques plutôt négatives. Sur l'agrégateur américain Rotten Tomatoes, il ne récolte que 33% d'opinions favorables pour 33 critiques et une note moyenne de 4,64⁄10. Sur Metacritic, il obtient une note moyenne de 44⁄100 pour 23 critiques.
Le film est un échec au box-office avec 4 903 000 $ de recettes en Amérique du Nord, pour un budget de 12 millions. En France, il n'enregistre que 51 897 entrées.

## Distinction
Suzan-Lori Parks est nommée aux Film Independent's Spirit Awards 1997 dans la catégorie du meilleur scénario.

## Commentaires
Judy récite plusieurs fois un monologue lors de ses auditions. Il est tiré de Nola Darling n'en fait qu'à sa tête, le premier film de Spike Lee.
Le mannequin Naomi Campbell porte un t-shirt sur lequel on peut lire « Models Suck » (littéralement « les mannequins, ça craint »).
Quentin Tarantino fait une brève apparition au début du film. Quelques années plus tard, Spike Lee s'oppose régulièrement à lui, notamment en raison de l'utilisation du mot « nègre » dans ses films. Dans une interview dans  Variety, Spike Lee déclare notamment : « Je ne suis pas contre ce mot… et je l’utilise, mais Quentin est obsédé par ce mot. Que cherche-t-il ? À être considéré comme Noir ? »